# حقوق پزشکی
حقوق پزشکی شاخه‌ای از حقوق است که به اختیارات و مسئولیت‌های متخصصان پزشکی و حقوق بیمار مربوط می‌شود. این شاخه از قانون از اوایل دهه نود میلادی برای اولین‌بار در کالج سلطنتی انگلیس به عنوان گرایشی از رشته‌های حقوقی مورد توجه قرار گرفت و به تدریج در دانشگاه‌های معتبر دنیا رواج یافت. حقوق پزشکی وقتی که در پرتو حقوق جزای پزشکی به تبیین جرایم و خطاهای پزشکی و مجازات‌های حاکم بر آن‌ها می‌پردازد به «حقوق کیفری» نزدیک می‌شود و هنگامی که ارتباط پزشک و بیمار و قراردادهای پزشکی و نقش افراد ثالث را مبنای مطالعه خود قرار می‌دهد، در قلمرو «حقوق خصوصی» قرار می‌گیرد؛ بنابراین در میان رشته‌های مختلف علوم پزشکی، رشته‌ای را نمی‌توان یافت که از موضع و حیطه مطالعه حقوق پزشکی خارج باشد.

## محاکم تخصصی جهت رسیدگی به مسائل پزشکی
ایجاد مراجع قضایی تخصصی برای رسیدگی به مسائل پزشکی، به منظور تسریع در دادرسی و حفظ حقوق بیماران، ضروری به نظر می‌رسد.
علاوه بر پرداخت دیه، تعیین مجازات‌های تکمیلی و جامع برای صاحبان حرفه‌های پزشکی با سوابق متعدد قصور در انجام وظایف پزشکی نیز پیشنهاد می‌شود.
همچنین، تعامل سازنده میان مراجع قضایی و مراکز علمی و دانشگاهی جهت بحث و تبادل نظر در موضوعات حقوق پزشکی، از دیگر مواردی است که می‌تواند در کاهش مشکلات این حوزه مؤثر باشد.